# الطريق الوطنية رقم 2 (المغرب)
الطريق الوطنية رقم 2 هي طريق وطنية تربط بين طنجة وأحفير، ويبلغ طولها الإجمالي 540 كلم.

## الطرق السريعة
تتوفر الطريق الوطنية رقم 2 على الطرق السريعة التالية:
- الطريق السريع طنجة - تطوان على طول 48 كلم (2×2)
- الطريق السريع سلوان - أحفير على طول 92 كلم (2×2)